# Collegio di Stoke-on-Trent South
Stoke-on-Trent South è un collegio elettorale inglese situato nello Staffordshire, nelle Midlands Occidentali, rappresentato alla Camera dei comuni del Parlamento del Regno Unito. Elegge un membro del parlamento con il sistema first-past-the-post, ossia maggioritario a turno unico; l'attuale parlamentare è Allison Gardner del Partito Laburista, che rappresenta il collegio dal 2024.

## Estensione

Stoke-on-Trent South dal 2010 al 2024

- 1950-1955: i ward del County Borough di Stoke-on-Trent numero 19, 20, 21, 22, 23, 24, 25 e 26.
- 1955-1983: i ward del County Borough di Stoke-on-Trent numero 17, 18, 19, 20, 21, 22, 23 e 24.
- 1983-2010: i ward della Città di Stoke-on-Trent di Blurton, Fenton Green, Great Fenton, Longton South, Meir Park, Trentham Park e Weston.
- 2010-2024: i ward della Città di Stoke-on-Trent di Blurton, Fenton, Longton North, Longton South, Meir Park and Sandon, Trentham and Hanford e Weston and Meir North.
- dal 2024: i ward della Città di Stoke-on-Trent di Blurton; Dresden and Florence; Hanford, Newstead and Trentham; Hollybush; Lightwood North and Normacot; Longton and Meir Hay South; Meir Hay North, Parkhall and Weston Coney; Meir North; Meir Park e Meir South, i ward del borgo di Stafford di Barlaston; Fulford e Swynnerton and Oulton ed i ward del distretto di Staffordshire Moorlands di Checkley e Forsbrook.[1]

## Membri del parlamento
| Elezione | Elezione         | Deputato        | Partito      |
| -------- | ---------------- | --------------- | ------------ |
|          | 1950             | Ellis Smith     | Laburista    |
| 1966     | Jack Ashley      |                 | Laburista    |
| 1992     | George Stevenson |                 | Laburista    |
| 2005     | Rob Flello       |                 | Laburista    |
|          | 2017             | Jack Brereton   | Conservatore |
|          | 2024             | Allison Gardner | Laburista    |

## Elezioni

### Elezioni negli anni 2020
| Partito                    | Partito                                           | Candidato                  | Risultati 4 luglio 2024 | Risultati 4 luglio 2024 |
| Partito                    | Partito                                           | Candidato                  | Voti                    | %                       |
| -------------------------- | ------------------------------------------------- | -------------------------- | ----------------------- | ----------------------- |
|                            | Laburista                                         | Allison Gardner            | 14 221                  | 34,73                   |
|                            | Conservatore                                      | Jack Brereton              | 13 594                  | 33,20                   |
|                            | Reform UK                                         | Michael Bailey             | 8 851                   | 21,62                   |
|                            | Lib Dem                                           | Alec Sandiford             | 1 577                   | 3,85                    |
|                            | Indipendente                                      | Asif Mehmood               | 1 372                   | 3,35                    |
|                            | Verdi                                             | Peggy Wiseman              | 1 207                   | 2,95                    |
|                            | Indipendente                                      | Carla Parrish              | 120                     | 0,29                    |
|                            |                                                   |                            |                         |                         |
| Iscritti                   | Iscritti                                          | Iscritti                   | 70 002                  | 100,00                  |
| ↳ Votanti (% su iscritti)  | ↳ Votanti (% su iscritti)                         | ↳ Votanti (% su iscritti)  | 40 942                  | 58,49                   |
| ↳ Astenuti (% su iscritti) | ↳ Astenuti (% su iscritti)                        | ↳ Astenuti (% su iscritti) | 29 060                  | 41,51                   |
|                            |                                                   |                            |                         |                         |
|                            | Esito: collegio passa da Conservatore a Laburista |                            |                         |                         |

### Elezioni negli anni 2010
| Partito                    | Partito                                   | Candidato                  | Risultati 12 dicembre 2019 | Risultati 12 dicembre 2019 |
| Partito                    | Partito                                   | Candidato                  | Voti                       | %                          |
| -------------------------- | ----------------------------------------- | -------------------------- | -------------------------- | -------------------------- |
|                            | Conservatore                              | Jack Brereton              | 24 632                     | 62,20                      |
|                            | Laburista                                 | Mark McDonald              | 13 361                     | 33,74                      |
|                            | Lib Dem                                   | Rosalyn Gordon             | 1 611                      | 4,07                       |
|                            |                                           |                            |                            |                            |
| Iscritti                   | Iscritti                                  | Iscritti                   | 64 499                     | 100,00                     |
| ↳ Votanti (% su iscritti)  | ↳ Votanti (% su iscritti)                 | ↳ Votanti (% su iscritti)  | 39 604                     | 61,40                      |
| ↳ Astenuti (% su iscritti) | ↳ Astenuti (% su iscritti)                | ↳ Astenuti (% su iscritti) | 24 895                     | 38,60                      |
|                            |                                           |                            |                            |                            |
|                            | Esito: collegio confermato a Conservatore |                            |                            |                            |

| Partito                    | Partito                                           | Candidato                  | Risultati 8 giugno 2017 | Risultati 8 giugno 2017 |
| Partito                    | Partito                                           | Candidato                  | Voti                    | %                       |
| -------------------------- | ------------------------------------------------- | -------------------------- | ----------------------- | ----------------------- |
|                            | Conservatore                                      | Jack Brereton              | 20 451                  | 49,05                   |
|                            | Laburista                                         | Rob Flello                 | 19 788                  | 47,46                   |
|                            | Lib Dem                                           | Ian Wilkes                 | 808                     | 1,94                    |
|                            | Verdi                                             | Jan Zablocki               | 643                     | 1,54                    |
|                            |                                                   |                            |                         |                         |
| Iscritti                   | Iscritti                                          | Iscritti                   | 66 069                  | 100,00                  |
| ↳ Votanti (% su iscritti)  | ↳ Votanti (% su iscritti)                         | ↳ Votanti (% su iscritti)  | 41 690                  | 63,10                   |
| ↳ Astenuti (% su iscritti) | ↳ Astenuti (% su iscritti)                        | ↳ Astenuti (% su iscritti) | 24 379                  | 36,90                   |
|                            |                                                   |                            |                         |                         |
|                            | Esito: collegio passa da Laburista a Conservatore |                            |                         |                         |

| Partito                    | Partito                                | Candidato                  | Risultati 7 maggio 2015 | Risultati 7 maggio 2015 |
| Partito                    | Partito                                | Candidato                  | Voti                    | %                       |
| -------------------------- | -------------------------------------- | -------------------------- | ----------------------- | ----------------------- |
|                            | Laburista                              | Rob Flello                 | 15 319                  | 39,17                   |
|                            | Conservatore                           | Joe Rich                   | 12 780                  | 32,68                   |
|                            | UKIP                                   | Tariq Mahmood              | 8 298                   | 21,22                   |
|                            | Lib Dem                                | Peter Andras               | 1 309                   | 3,35                    |
|                            | Verdi                                  | Luke Bellamy               | 1 029                   | 2,63                    |
|                            | TUSC                                   | Matthew Wright             | 372                     | 0,95                    |
|                            |                                        |                            |                         |                         |
| Iscritti                   | Iscritti                               | Iscritti                   | 68 249                  | 100,00                  |
| ↳ Votanti (% su iscritti)  | ↳ Votanti (% su iscritti)              | ↳ Votanti (% su iscritti)  | 39 107                  | 57,30                   |
| ↳ Astenuti (% su iscritti) | ↳ Astenuti (% su iscritti)             | ↳ Astenuti (% su iscritti) | 29 142                  | 42,70                   |
|                            |                                        |                            |                         |                         |
|                            | Esito: collegio confermato a Laburista |                            |                         |                         |

| Partito                    | Partito                                | Candidato                  | Risultati 6 maggio 2010 | Risultati 6 maggio 2010 |
| Partito                    | Partito                                | Candidato                  | Voti                    | %                       |
| -------------------------- | -------------------------------------- | -------------------------- | ----------------------- | ----------------------- |
|                            | Laburista                              | Rob Flello                 | 15 446                  | 38,76                   |
|                            | Conservatore                           | James Rushton              | 11 316                  | 28,40                   |
|                            | Lib Dem                                | Zulfiqar Ali               | 6 323                   | 15,87                   |
|                            | BNP                                    | Michael Coleman            | 3 762                   | 9,44                    |
|                            | UKIP                                   | Mark Barlow                | 1 363                   | 3,42                    |
|                            | Staffordshire Independent Group        | Terry Follows              | 1 208                   | 3,03                    |
|                            | Indipendente                           | Mark Breeze                | 434                     | 1,09                    |
|                            |                                        |                            |                         |                         |
| Iscritti                   | Iscritti                               | Iscritti                   | 67 775                  | 100,00                  |
| ↳ Votanti (% su iscritti)  | ↳ Votanti (% su iscritti)              | ↳ Votanti (% su iscritti)  | 39 852                  | 58,80                   |
| ↳ Astenuti (% su iscritti) | ↳ Astenuti (% su iscritti)             | ↳ Astenuti (% su iscritti) | 27 923                  | 41,20                   |
|                            |                                        |                            |                         |                         |
|                            | Esito: collegio confermato a Laburista |                            |                         |                         |

### Elezioni negli anni 2000
| Partito                    | Partito                                | Candidato                  | Risultati 5 maggio 2005 | Risultati 5 maggio 2005 |
| Partito                    | Partito                                | Candidato                  | Voti                    | %                       |
| -------------------------- | -------------------------------------- | -------------------------- | ----------------------- | ----------------------- |
|                            | Laburista                              | Rob Flello                 | 17 727                  | 46,87                   |
|                            | Conservatore                           | Mark Deaville              | 9 046                   | 23,92                   |
|                            | Lib Dem                                | Andrew Martin              | 5 894                   | 15,58                   |
|                            | BNP                                    | Mark Leat                  | 3 305                   | 8,74                    |
|                            | UKIP                                   | Neville Benson             | 1 043                   | 2,76                    |
|                            | Veritas                                | Grant Allen                | 805                     | 2,13                    |
|                            |                                        |                            |                         |                         |
| Iscritti                   | Iscritti                               | Iscritti                   | 70 559                  | 100,00                  |
| ↳ Votanti (% su iscritti)  | ↳ Votanti (% su iscritti)              | ↳ Votanti (% su iscritti)  | 37 820                  | 53,60                   |
| ↳ Astenuti (% su iscritti) | ↳ Astenuti (% su iscritti)             | ↳ Astenuti (% su iscritti) | 32 739                  | 46,40                   |
|                            |                                        |                            |                         |                         |
|                            | Esito: collegio confermato a Laburista |                            |                         |                         |

| Partito                    | Partito                                | Candidato                  | Risultati 7 giugno 2001 | Risultati 7 giugno 2001 |
| Partito                    | Partito                                | Candidato                  | Voti                    | %                       |
| -------------------------- | -------------------------------------- | -------------------------- | ----------------------- | ----------------------- |
|                            | Laburista                              | George Stevenson           | 19 366                  | 53,75                   |
|                            | Conservatore                           | Philip Bastiman            | 8 877                   | 24,64                   |
|                            | Lib Dem                                | Christopher Coleman        | 4 724                   | 13,11                   |
|                            | Indipendente                           | Adrian Knapper             | 1 703                   | 4,73                    |
|                            | BNP                                    | Steven Batkin              | 1 358                   | 3,77                    |
|                            |                                        |                            |                         |                         |
| Iscritti                   | Iscritti                               | Iscritti                   | 70 093                  | 100,00                  |
| ↳ Votanti (% su iscritti)  | ↳ Votanti (% su iscritti)              | ↳ Votanti (% su iscritti)  | 36 028                  | 51,40                   |
| ↳ Astenuti (% su iscritti) | ↳ Astenuti (% su iscritti)             | ↳ Astenuti (% su iscritti) | 34 065                  | 48,60                   |
|                            |                                        |                            |                         |                         |
|                            | Esito: collegio confermato a Laburista |                            |                         |                         |

## Risultati dei referendum

### Referendum sulla permanenza del Regno Unito nell'Unione europea del 2016
|             | Collegio             | Lasciare UE % | Rimanere in UE % |
| ----------- | -------------------- | ------------- | ---------------- |
|             | Stoke-on-Trent South | 70,8%         | 29,2%            |
| Inghilterra | 53,3%                | 46,7%         |                  |
| Regno Unito | 51,9%                | 48,1%         |                  |